# Scrubs – Die Anfänger/Staffel 8
Die achte Staffel der US-amerikanischen Fernsehserie Scrubs – Die Anfänger feierte ihre Premiere am 6. Januar 2009 auf dem Sender ABC. Die deutschsprachige Erstausstrahlung sendete der Schweizer Free-TV-Sender SF zwei vom 21. Januar bis zum 3. März 2010.
Mit Beginn der achten Staffel wurde die Serie vom Sender ABC übernommen. Die 19 Episoden wurden bis Anfang September 2008 gedreht.

## Darsteller
| Figur                            | Darsteller       | Deutscher Sprecher       |
| -------------------------------- | ---------------- | ------------------------ |
| Dr. John Michael „J. D.“ Dorian  | Zach Braff       | Kim Hasper               |
| Dr. Elliot Reid                  | Sarah Chalke     | Ranja Bonalana           |
| Dr. Christopher Duncan Turk      | Donald Faison    | Sebastian Schulz         |
| Carla Espinosa                   | Judy Reyes       | Tanja Geke               |
| Dr. Percival Ulysses „Perry“ Cox | John C. McGinley | Bernd Vollbrecht         |
| Dr. Robert „Bob“ Kelso           | Ken Jenkins      | Friedrich Georg Beckhaus |
| Der Hausmeister                  | Neil Flynn       | Thomas Nero Wolff        |
| Nebendarsteller                  |                  |                          |
| Dr. Todd „The Todd“ Quinlan      | Robert Maschio   | Björn Schalla            |
| Theodore „Ted“ Buckland          | Sam Lloyd        | Hans Hohlbein            |
| Dr. Denise Mahoney               | Eliza Coupe      | Eva Michaelis            |
| Jordan Sullivan                  | Christa Miller   | Andrea Kathrin Loewig    |
| Dr. Katie Collins                | Betsy Beutler    | Kaya Marie Möller        |
| Dr. Sonja „Sunny“ Dey            | Sonal Shah       | Magdalena Turba          |
| Dr. Howard „Howie“ Gelder        | Todd Bosley      | Jesco Wirthgen           |
| Ladinia „Lady“ Williams          | Kit Pongetti     | Christin Marquitan       |
| Jimmy                            | Taran Killam     | Tim Sander               |
| Dr. Ed Dhandapani                | Aziz Ansari      | Dirk Petrick             |
| Dr. Taylor Maddox                | Courteney Cox    | Andrea Aust              |
| Stephanie Gooch                  | Kate Micucci     | Tanja Geke               |

## Episoden
| Nr. (ges.) | Nr. (St.) | Deutscher Titel         | Originaltitel           | Erstausstrahlung USA | Deutschsprachige Erstausstrahlung (CH) | Regie            | Drehbuch                            |
| --- | --------- | ----------------------- | ----------------------- | -------------------- | -------------------------------------- | ---------------- | ----------------------------------- |
| 151 | 1         | Meine Vollidioten       | My Jerks                | 6. Jan. 2009         | 21. Jan. 2010                          | Michael Spiller  | Angela Nissel                       |
| Dr. Taylor Maddox beginnt ihren Job als neue Chefärztin am Sacred Heart, Dr. Cox versucht ihr aus dem Weg zu gehen. J. D. muss sich mit den neuen Anfängern herumschlagen und Carla hilft Elliot, ihr Ego aufzupolieren, damit sie sich bei Keith für die Trennung entschuldigen kann. Der Hausmeister wird von Dr. Maddox entlassen, weil er J. D. ein Bein gestellt hat. |           |                         |                         |                      |                                        |                  |                                     |
| 152 | 2         | Mein bester Fall        | My Last Words           | 6. Jan. 2009         | 22. Jan. 2010                          | Bill Lawrence    | Aseem Batra                         |
| J. D. und Turk wollten eigentlich ihre Steak-Night abhalten. Als sie aber erfahren, dass der im Sterben liegende Patient alleine ist, bleiben sie bei ihm, bis er endgültig einschläft. |           |                         |                         |                      |                                        |                  |                                     |
| 153 | 3         | Mein Polizeistaat       | My Saving Grace         | 13. Jan. 2009        | 25. Jan. 2010                          | Michael Spiller  | Janae Bakken                        |
| Alle wollen Dr. Maddox loswerden, es braucht aber die Hilfe vom alten Chefarzt Dr. Kelso, der den Vorstand so beeinflussen kann, dass sie entlassen wird. Carla nimmt die überhebliche Assistenzärztin Katie unter ihre Fittiche, um ihr eine Lektion zu erteilen. |           |                         |                         |                      |                                        |                  |                                     |
| 154 | 4         | Meine alte Flamme       | My Happy Place          | 13. Jan. 2009        | 27. Jan. 2010                          | Ken Whittingham  | Taii K. Austin                      |
| Dr. Kelso sitzt nur im Coffee Bucks herum, J. D. und Elliot versuchen, ihn dazu zu bewegen, auch mal rauszugehen. Dabei kommen sie ins Gespräch über ihre vergangenen Beziehungen und beschließen einen Neuanfang. Dr. Cox, Turk und Todd versuchen zwei Paare davon zu überzeugen, dass eine gegenseitige Nierenspende allen hilft. Der Hausmeister stellt sich selbst wieder ein. |           |                         |                         |                      |                                        |                  |                                     |
| 155 | 5         | Meine Sesamstraße       | My ABC’s                | 27. Jan. 2009        | 28. Jan. 2010                          | Bill Lawrence    | Bill Lawrence                       |
| Es ist an der Zeit, dass die Ärzte sich einen Anfänger aussuchen, den sie betreuen werden. J. D. wählt Denise und versucht, ihr Empathie im Umgang mit den Patienten beizubringen. Elliot wählt Katie, die sie sogleich ausnutzt, um an eine Studie für Turk zu kommen. Dr. Cox beschäftigt sich mit Ed, weil er herausfinden will, wieso er den verrückten und faulen Typen nicht mag. |           |                         |                         |                      |                                        |                  |                                     |
| 156 | 6         | Meine tolle Liebesnacht | My Cookie Pants         | 27. Jan. 2009        | 29. Jan. 2010                          | Gail Mancuso     | Clarence Livingston                 |
| Elliot verspricht J. D. eine heiße Liebesnacht, hat aber keine Ahnung wie sie es anstellen soll. Da Carla in den Ferien ist, muss Turk mit Rat aushelfen. Der Vorstand fragt Dr. Cox, ob er die Stelle des Chefarztes übernehmen will, doch Dr. Kelso verunsichert ihn. Jordan muss nachhelfen, dass Kelso ihren Mann wieder in die Spur bringt und zusagt. Denise bekommt eine weitere Lektion von J. D. in Sachen Mitgefühl, aber manchmal ist das doch der falsche Weg, wie J. D. erkennen muss. |           |                         |                         |                      |                                        |                  |                                     |
| 157 | 7         | Meine neue Rolle        | My New Role             | 3. Feb. 2009         | 1. Feb. 2010                           | Will Mackenzie   | Dave Tennant                        |
| Dr. Cox beginnt seinen ersten Tag als Chefarzt. Schon bald muss er sich mit verschiedenen Problemen herumschlagen, die ihn überfordern. Alle wollen etwas von ihm, er kommt nicht mehr aus seinem Büro. Er bekommt aber Hilfe vom alten Chef Dr. Kelso. Der Hausmeister spielt ihm einen Streich mit einem Bild, das er in seinem Büro aufhängen soll. Elliot muss von Carla lernen, dass sie mehr erreicht, wenn sie gegenüber den Schwestern nicht so herablassend ist. |           |                         |                         |                      |                                        |                  |                                     |
| 158 | 8         | Mein verliebter Anwalt  | My Lawyer’s In Love     | 3. Feb. 2009         | 2. Feb. 2010                           | Mark Stegemann   | Debra Fordham                       |
| Der Hausmeister und J. D. müssen Ted helfen, er hat sich unsterblich in Stephanie verliebt, bekommt aber keinen Ton heraus, sobald er ihr gegenüber steht. Dr. Cox kämpft immer noch mit seinem Zeitmanagement. Er will alles selber machen, hat aber ständig zu wenig Zeit. Es fällt ihm schwer, Hilfe anzunehmen. Zudem regt er sich so über Eds Faulheit auf, dass er ihn entlässt. |           |                         |                         |                      |                                        |                  |                                     |
| 159 | 9         | Meine Handy-Stimme      | My Absence              | 10. Feb. 2009        | 3. Feb. 2010                           | John Putch       | Debra Fordham & Andy Schwartz       |
| J. D. hat frei und Elliot vermisst ihn. Alles zieht sie runter, vor allem die ältere Patientin, die unverhofft stirbt. Dr. Kelso gibt ihr ein paar Ratschläge, wie sie sich in ihrer Beziehung verhalten soll. Carla sagt Turk, dass sie wieder schwanger ist, er will es überall herumerzählen, aber die Freude ist nicht so groß, da es das zweite Kind ist. Also erzählt er Stephanie, es sei sein Erstes und handelt sich damit großen Ärger ein. Carla sollte Sunny bei der Betreuung eines Patienten helfen, aber sie hat keine Lust dazu. Dr. Cox ärgert dies so sehr, dass er sie zu Hause besucht und ihr die Meinung sagt. |           |                         |                         |                      |                                        |                  |                                     |
| 160 | 10        | Mein Brusthaar          | My Comedy Show          | 10. Feb. 2009        | 4. Feb. 2010                           | Ted Wass         | Devin O. Mahoney & C. Rego Marquiis |
| J. D. und Turk organisieren die jährliche Sketchshow, bei der die Anfänger die Ärzte parodieren müssen. Als Denise und Sunny J. D. und Turk als verliebtes Pärchen spielen, wird den beiden bewusst, dass das ganze Krankenhaus so über sie denkt. Deshalb versuchen sie, Abstand voneinander zu halten. Carla entdeckt ein langes Brusthaar und meint, niemand sehe ihr zu, als sie es ausreißt. Aber der Hausmeister und Dr. Kelso bekommen es mit. Der Hausmeister will Carla darauf ansprechen, aber sie tut so, als ob gar nichts geschehen wäre. Elliot versucht Denise dazu zu bringen, dass sie nicht dauernd im Krankenhaus bleibt, sondern auch rausgeht. Es braucht eine List, damit sie ihr beweisen kann, dass sie Recht hat. |           |                         |                         |                      |                                        |                  |                                     |
| 161 | 11        | Meine sprechenden Hände | My Nah Nah Nah          | 18. März 2009        | 5. Feb. 2010                           | John Putch       | Kevin Biegel                        |
| Turk behandelt einen Patienten, der ein gebrochenes Genick hat. Es besteht das Risiko, dass er gelähmt bleibt. Dank einem Beitrag in der Fernsehsendung „Sportscenter“ wagt er eine neue Therapie und hat Erfolg. Dr. Cox ärgert Jordan damit, dass er seit Monaten wieder seinen Ehering trägt, obwohl sie nicht mehr verheiratet sind. Der Hausmeister hat Angst, dass er Lady verliert, weil sie nicht Händchen halten will. Elliot bringt die beiden Paare auf den richtigen Weg, den sie auch selbst mit J. D. beschreitet und dadurch glücklich ist. |           |                         |                         |                      |                                        |                  |                                     |
| 162 | 12        | Meine Beliebtheit       | Their Story II          | 25. März 2009        | 8. Feb. 2010                           | Michael McDonald | Andy Schwartz                       |
| J. D. ist der Mann, wenn es darum geht, beim neuen Chefarzt Dr. Cox etwas für die Klinik zu verlangen. Er ist deswegen hoch angesehen, was Turk aber stört. Der Hausmeister erzählt J. D., dass er in der Vergangenheit in Trance versetzt wurde und deswegen beim richtigen Wort wieder in Tiefschlaf verfallen würde. J. D. versucht krampfhaft, das richtige Wort zu finden. Elliot und Denise behandeln eine junge Patientin, Denise will unbedingt eine Biopsie machen, doch Elliot übernimmt die Verantwortung, falls sie nutzlos ist, weil eine sichtbare Narbe entsteht. Denise entdeckt dabei ihr Mitgefühl mit der jungen Patientin.                                                                                             |           |                         |                         |                      |                                        |                  |                                     |
| 163 | 13        | Mein Vollmond           | My Full Moon            | 1. Apr. 2009         | 9. Feb. 2010                           | John Michel      | Kevin Biegel                        |
| Nachtdienst bei Vollmond ist nicht einfach, das müssen auch die jungen Assistenzärzte erfahren, die mit den unterschiedlichsten Fällen betraut sind und sie an ihre Grenzen bringen. Elliot hingegen findet lange nicht heraus, woran ihre Patientin leidet, weil sie nur die Geschichte der Frau ansieht. Als sie dann endlich die richtige Diagnose stellen kann, stellt sie sich zusammen mit Turk die Sinnfrage nach ihrer Zukunft im Beruf. |           |                         |                         |                      |                                        |                  |                                     |
| 164 | 14        | Mein Bahamas, Teil 1    | My Soul On Fire, Part 1 | 8. Apr. 2009         | 10. Feb. 2010                          | Bill Lawrence    | Bill Callahan                       |
| Der Hausmeister verteilt im Krankenhaus Einladungen zu seiner Hochzeit mit Lady. Eigentlich rechnet er nicht damit, dass jemand kommt, da die Hochzeit in drei Tagen auf den Bahamas stattfinden soll und er meint, er könne so einfach an Geschenke kommen. Aber J. D. macht ihm einen Strich durch die Rechnung, indem er alle aufbietet, um mit ihnen zu feiern. |           |                         |                         |                      |                                        |                  |                                     |
| 165 | 15        | Mein Bahamas, Teil 2    | My Soul On Fire, Part 2 | 15. Apr. 2009        | 11. Feb. 2010                          | Bill Lawrence    | Bill Callahan                       |
| Der Hausmeister will sich an J. D. rächen, weil er nun eine Hochzeit durchführen muss, er lockt ihn deshalb auf den Leuchtturm. Bei Dr. Cox, Elliot und Carla ist die Stimmung mies, weil ihre Partner sich nicht so für die Beziehung einsetzen wie sie sollten. Dr. Kelso verpasst die Hochzeit, weil er nur noch an der Bar hockt und Bahama Mamas trinkt. |           |                         |                         |                      |                                        |                  |                                     |
| 166 | 16        | Mein Chefchirurg        | My Cuz                  | 22. Apr. 2009        | 12. Feb. 2010                          | Linda Mendoza    | Kevin Biegel                        |
| Dr. Cox sucht einen neuen Chefchirurg. Turk will die Stelle, weil er der Beste ist, aber Dr. Cox will ihn nicht. Dr. Kelso und Carla müssen ihm ins Gewissen reden, damit er seine Meinung ändert. Kim stellt J. D. und Elliot ihren neuen Freund vor, es ist Elliots Ex-Freund Sean. J. D. hat ein Problem, weil Sam immer weint, wenn er ihn auf den Arm nimmt. Er vermutet eine Verschwörung von Sean, aber eigentlich ist sein neues Rasierwasser der Grund dafür. Zudem beschließt er umzuziehen, damit er näher bei Sam sein kann. |           |                         |                         |                      |                                        |                  |                                     |
| 167 | 17        | Meine 37 Minuten        | My Chief Concern        | 5. Mai 2009          | 1. März 2010                           | Zach Braff       | Neil Goldman & Garrett Donovan      |
| Die Dinge verändern sich manchmal schneller als man denkt. Der Hausmeister stört sich aber enorm daran, er will, dass alles so bleibt wie es ist. Dennoch entschließt sich J. D. die Stelle zu wechseln und in der Klinik von Kim zu arbeiten, weil ihm der Weg nach dem Umzug zu weit ist. Ted und Stephanie wollen ebenfalls zusammenziehen und Turk zeigt bei der Behandlung einer Patientin, dass er als Chefchirurg nun das Sagen hat. |           |                         |                         |                      |                                        |                  |                                     |
| 168 | 18        | Mein Finale, Teil 1     | My Finale, Part 1       | 6. Mai 2009          | 2. März 2010                           | Bill Lawrence    | Bill Lawrence                       |
| Der letzte Tag am Sacred Heart beginnt für J. D. mit der Erkenntnis, dass Elliot heimlich bei ihm einzieht. Der Hausmeister ärgert ihn wieder wegen des Penny, den er in die Türe gesteckt haben soll und Dr. Cox will nichts von einem sentimentalen Abschied wissen. Zudem muss er seiner letzten Patientin eine schlechte Diagnose mitteilen. Doch ihr Sohn will nicht wissen, ob er die vererbbare Krankheit auch hat, was J. D. verwirrt. |           |                         |                         |                      |                                        |                  |                                     |
| 169 | 19        | Mein Finale, Teil 2     | My Finale, Part 2       | 6. Mai 2009          | 3. März 2010                           | Bill Lawrence    | Bill Lawrence                       |
| Dank der Unterstützung von Sunny schafft es J. D. doch noch, dass Dr. Cox etwas Positives über ihn sagt und auch, dass er ihn vermissen wird. Vom Sohn seiner todkranken Patientin will er wissen, wieso er sich nicht testen lässt, seine Antwort hilft ihm auch weiter, denn man soll die Zukunft unvoreingenommen auf sich zukommen lassen. So verabschiedet er sich in seinem letzten Tagtraum von alten Kollegen, Bekannten und Patienten und sieht, wie sich die Zukunft entwickeln könnte. |           |                         |                         |                      |                                        |                  |                                     |

## DVD-Veröffentlichung
In den Vereinigten Staaten wurde die DVD zur achten Staffel am 25. August 2009 veröffentlicht. In Deutschland ist die DVD zur achten Staffel seit dem 22. Juli 2010 erhältlich.